# David Ambler
David Ambler (4 de dezembro de 1997) é um remador britânico.

## Carreira
Ele remou pelo St Paul's School Boat Club e representou a Grã-Bretanha no Campeonato Mundial de Remo Júnior de 2015. Enquanto estava na Universidade Harvard, ele remou nas equipes Sub-23 de 2017 a 2019. Em 2021, Ambler venceu a Grand Challenge Cup (o evento de fita azul na Henley Royal Regatta) remando pelo Oxford Brookes University Boat Club. Ele se tornou um campeão mundial após ganhar a medalha de ouro no quatro sem timoneiro no Campeonato Mundial de 2022.
Nos Jogos Olímpicos de Verão de 2024, em Paris, conquistou a medalha de bronze na competição de quatro sem masculino, ao lado de Oliver Wilkes, Matt Aldridge e Freddie Davidson com o tempo de 5:52.42.